# Crantzia
Crantzia, biljni rod iz porodice gesnerijevki smješten u podtribus Columneinae, dio tribusa Gesnerieae.. Pripadaju mu 3 vrste sa sjevera Južne Amerike i Malim Antilima
Dio je podtribusa Columneinae.

## Etimologija
Rod je ime dobio po Heinrich Johannu Nepomuku Crantzu (1722.-1797.), priznatom liječniku i botaničaru, rođenom u Vojvodstvu Luksemburg i prakticirajućem u Beču za vrijeme carice Marije Terezije.

## Opis
Crantzia je rod rasprostranjen diljem Kariba i u sjevernoj Južnoj Americi (Venezuela, Gvajanski štit). Sve priznate vrste nedavno su prenesene iz Alloplectusa na temelju DNK analize.  To su epifiti ili kopneni poluvgrmovi s vlaknastim korijenjem i bogato razgranatim stabljikama. Listovi su nasuprotni, ± izofilni, peteljkasti, lamina eliptična do jajolika, na rubu cjeloviti ili nazubljeni. Cvjetovi resupinirani, osim vrste C. tigrina. Plod je mesnata školjkasta čahura okružena postojanom čaškom. Sjemenke brojne, uzdužno izbrazdane.

## Vrste
1. Crantzia cristata (L.) Scop.
2. Crantzia spectabilis (Wiehler ex L.E.Skog & Steyerm.) J.L.Clark
3. Crantzia tigrina (H.Karst.) J.L.Clark

## Sinonimi
- Heintzia H.Karst.; Ausw. Gew. Venezuela. 34. t. 11 (1848)
- Lophalix Raf.; Sylva Tellur. 70 (1838)
- Lophia Desv.; Ham. Prod. Pl. Ind. Occ. 47 (1825)
- Prionoplectus Oerst.; Vidensk. Selsk. Skr. V. 5: 118 (1861)